# Bargosa
Bargosa là một chi bướm đêm thuộc họ Geometridae.